# Mottenaugen-Effekt
Der Mottenaugen-Effekt beschreibt die Wirkung nanoskaliger Strukturen auf der Hornhaut von Insektenaugen nacht- und dämmerungsaktiver Insekten. Er wurde 1962 entdeckt.
Die Struktur führt zu einem graduellen Übergang des Brechungsindex von Luft hin zum Chitin des Insektenauges und unterdrückt somit breitbandig die Reflexion von sichtbarem Licht. Es wird vermutet, dass durch die fast vollständige Reflexionsunterdrückung von sichtbarem Licht ein besserer Schutz vor Fressfeinden gegeben ist. Technisch wird dieser Effekt z. B. in der Photovoltaik zur Erzeugung von Antireflexbeschichtungen genutzt.